# Kaszewy Kościelne
Kaszewy Kościelne [pronunciación en polaco: /kaˈʂɛvɨ kɔɕˈt͡ɕɛlnɛ/] es un pueblo ubicado en el distrito administrativo de Gmina Krzyżanów, dentro del condado de Kutno, voivodato de Łódź, en el centro de Polonia. Se encuentra a unos 4 kilómetros al norte de Krzyżanów, a 7 kilómetros al este de Kutno, y a 49 kilómetros al norte de la capital regional Łódź.
El pueblo tiene una población aproximada de 100 habitantes.